# عقد 620 هـ
عقد 620 هـ هو الفترة بين عام 620 إلى 629 في التقويم الهجري، أي العشر سنوات الثالث من القرن السابع الهجري.